# O Rouxinol e o Imperador da China

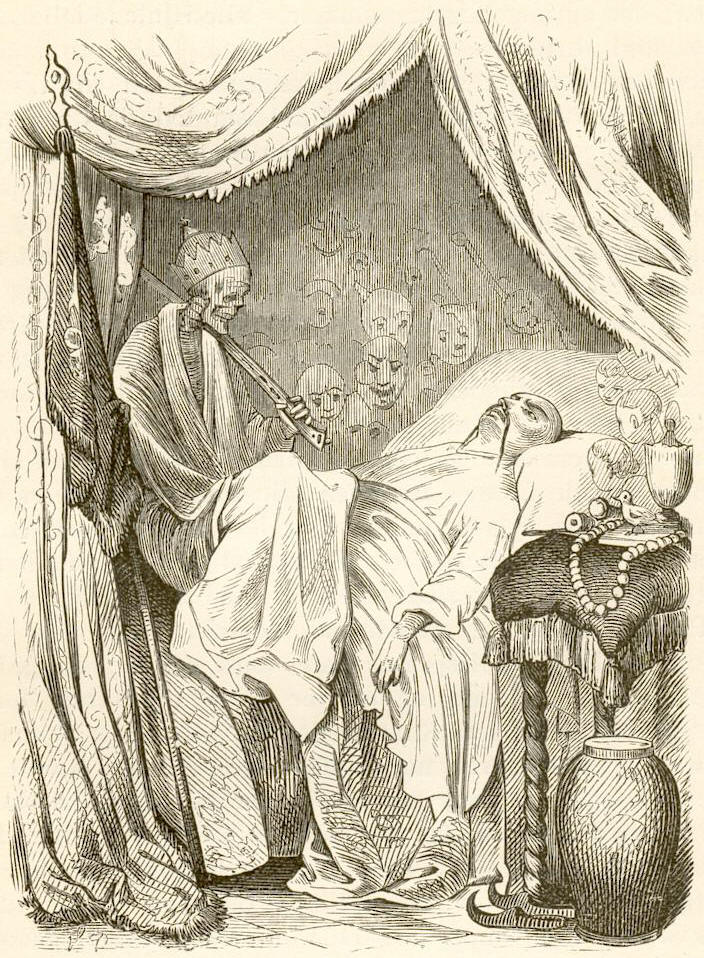
O Rouxinol e o Imperador da China - ilustração de Vilhelm Pedersen - 1843

“O Rouxinol e o Imperador da China” (em dinamarquês:" Nattergalen ") é um conto de fadas literário escrito por Hans Christian Andersen,  sobre um imperador que prefere o tilintar de um pássaro de joalheria mecânica ao canto de um rouxinol real. Quando o Imperador moribundo se aproxima da morte, o canto do rouxinol restaura sua saúde. O conto foi bem recebido, após a sua publicação em Copenhague, em 1843, no livro “Novos Contos de Fadas”, e foi inspirada num amor não correspondido do autor pela cantora de ópera Jenny Lind,  conhecida como "o Rouxinol Sueco". A história foi adaptada para ópera, balé, teatro musical,  série de televisão e cinema.

## História
O Imperador da China possuía o palácio mais lindo do mundo, construído com mais fina porcelana, com jardins repletos de flores, se estendendo até o perder da vista e terminando numa enorme floresta que se prolongava até o profundo mar azul. Nesta floresta, morava um rouxinol cujo canto era tão belo que os pobres pescadores até esqueciam de recolher suas redes quando o ouviam. Paravam para escutar e exclamavam, embevecidos: “Céus, como é lindo!” Visitantes do mundo inteiro vinham admirar a cidade imperial, o palácio e o jardim. Mas, ao ouvirem a ave cantando, declaravam que seu canto era mais belo do que tudo. Voltavam aos seus países, escreviam livros sobre a China e dedicavam várias páginas ao rouxinol. Um desses livros chegou às mãos do Imperador que ficou muito espantado por desconhecer totalmente a existência do pássaro cantor. Ao descobrir que uma das coisas mais bonitas de seu império era o canto do rouxinol, ordenou que o trouxessem imediatamente à sua presença. Queria ouvi-lo. Foi difícil achar o rouxinol. Só os empregados pobres, que moravam perto da floresta, o conheciam. Quando enfim o ajudante de cozinha do palácio encontrou a ave, esta se declarou muito contente por prestar uma homenagem ao Imperador e, à noite, com toda a corte reunida, o pequenino pássaro cinzento cantou melhor do que nunca, arrancando lágrimas de emoção do monarca. Tão satisfeito ficou o Imperador que lhe deu o cargo de cantor oficial do reino e, assim, todas as noites, o rouxinol entoava lindas melodias para alegrar-lhe o coração. Porém, certo dia, o Imperador recebeu um presente: um rouxinol mecânico, de ouro, cravejado de brilhantes e pedras preciosas. Nunca se cansava de cantar, sempre a mesma música, e brilhava como uma jóia. Tinha o feitio de um verdadeiro rouxinol, mas estava coberto de diamantes, rubis e safiras. Quando se lhe dava corda, cantava uma das canções que o verdadeiro passarinho costumava cantar, e a sua cauda andava para baixo e para cima, brilhando em prata e ouro. A volta do pescoço foi-lhe posto uma fita de ouro, onde estava escrito: "O rouxinol do Imperador do Japão nada vale comparado com o rouxinol do imperador da China." Todos ficaram maravilhados e o imperador deu-lhe um lugar especial, num almofada de seda, junto á sua cama. O Mestre de Música Imperial teceu à ave os mais altos elogios, considerando-a superior ao rouxinol vivo, não apenas na aparência exterior, mas também no que tinha lá dentro. Quando procuraram o rouxinol verdadeiro, ele tinha voado de volta para a floresta. O pássaro mecânico, eventualmente, quebrou-se, devido ao uso excessivo. Alguns anos mais tarde, o imperador ficou gravemente enfermo. O rouxinol verdadeiro ficou ciente da condição de saúde do Imperador e retornou ao palácio. A morte fica tão comovida com a canção do rouxinol, que se afasta e o imperador recupera a saúde. O rouxinol concorda em cantar para o imperador em todos os eventos do império, e ele passou a ser conhecido como o mais sábio imperador que já viveu.

## Composição e publicação
De acordo com o diário de Andersen, "O Rouxinol" foi composto entre 11 e 12 de Outubro de 1843, tendo sido iniciado no “Jardins de Tivoli", um parque de diversões e jardim com motivos chineses em Copenhague, inaugurado no verão de 1843. Em sua vida, o máximo que Andersen viajou  paro o leste de Copenhaggue, foi Atenas e Istambul. Sua experiência com a China limitou-se a Chinoiserie européia, um estilo decorativo popular do século XVII ao século XIX.
O conto foi publicado pela primeira vez por C.A. Reitzel, em Copenhague, em 11 novembro de 1843, no primeiro volume da primeira coleção de “Novos Contos de Fadas”. O volume inclui "O Anjo", "Pessoas Queridas", e "O Patinho Feio". O conto foi bem recebido pelos críticoss e levando Andersen ao sucesso e à popularidade. Foi reeditado em 18 de Dezembro 1849, em “Contos de Fadas” e, mais uma vez, em 15 de dezembro de 1862, no primeiro volume dos “Contos de Fadas e Histórias”.

## Adaptações
A história inspirou diversas adaptações notáveis. Uma das mais conhecidas é a ópera “Le Rossignol”, de 1917, do compositor russo Igor Stravinsky , com libreto do compositor e de Mitusov Stepan. Outra adaptação é "O Canto do Rouxinol", poema sinfônico, também de Stravinsky, baseado na ópera em 1917, usada no acompanhamento de um balé, apresentado em 1920 pelo Balé Russo de Sergei Diaghilev com cenografia de Henri Matisse e coreografia de Léonide Massine.
O conto serviu a duas notáveis animações cinematográficas: o teatro de sombras “ O Rouxinol Chinês”, de Lotte Reiniger, de1927; e “O Rouxinol do Imperador”, do checo Jiří Trnka, de 1948.
""The Chinese Nightingale"", um cartoon da série para cinema Happy Harmonies, foi produzido pelo Estúdio MGM em 1935, adaptando o conto para animação. Atualmente é proibido de ser exibido nos EUA devido à descrição estereotipada de chineses.

“O Rouxinol” é um musical, estreou em Londres, em 18 de dezembro, 1982, estrelado por Sarah Brightman. Na televisão, o conto foi adaptado para o Faerie Tale Theatre, em 1983, com Mick Jagger como o Imperador, Cort Bud como o Mestre de Música, Barbara Hershey como a ajudante de cozinha, Edward James Olmos como o Primeiro-Ministro, e Shelley Duvall como o Rouxinol e Narrador.
Duncan Sheik e Steven Sater, mais conhecido por escrever Despertar da Primavera, também escreveu um musical baseado neste conto.
Um album musical e um CD baseados na história, re-intitulado “O Imperador e o Rouxinol” foi lançado pelaWindham Hill Records e um album infantil da “Rabbit Ears Productions”,  em 1987. A história foi narrada pela atriz Glenn Close. A música foi composta por Mark Isham com vários instrumentos étnicos que ecoavam cenário da história, enquanto a canção do rouxinol foi representada por uma flauta Africana.
No Brasil, há uma uma peça teatral infanto-juvenil chamada "O Rouxinol do Imperador", de autoria de Miguel M. Abrahão, escrita em 1991.